# Filmåret 2008
Filmåret 2008 gavs ut en mängd uppföljare. Några av dem var Rambo, Berättelsen om Narnia: Prins Caspian, Indiana Jones och Kristalldödskallens rike, Hellboy II: The Golden Army, The Dark Knight, The Incredible Hulk, Arkiv X: I Want to Believe, Mumien: Drakkejsarens grav, High School Musical 3, Saw V, Quantum of Solace, Madagaskar 2 och Arn - Riket vid vägens slut.

## Årets filmer

### Siffra (1,2,3...) eller specialtecken (@,$,?...)
- 10,000 BC
- 21
- 27 Dresses
- 30 Days of Night
- 88 Minutes

### A - G
- The Accidental Husband
- Across the Universe
- Alice Babs, Naturröstens hemlighet
- All the Boys Love Mandy Lane
- Allt flyter
- Angel
- Another Cinderella Story
- Appaloosa
- Arkiv X: I Want to Believe
- Arn - Riket vid vägens slut
- Asterix på olympiaden
- Australia
- Avsked
- Baby Mama
- Babylon A.D.
- Bang och världshistorien
- Bangkok Dangerous
- Barbie i en julsaga
- Batman: Gotham Knight
- Be Kind Rewind
- Bedragaren
- Bedtime Stories
- Beethovens stora genombrott
- Ben 10: Race Against Time
- Benjamin Buttons otroliga liv
- Berättelsen om Narnia: Prins Caspian
- Bienvenue chez les Ch'tis
- Big Buck Bunny
- Bigger, Stronger, Faster*
- Blackout (film, 2008)
- Blonde and Blonder
- Bläckhjärta
- Body of Lies
- Bolt
- Bonjour Sagan
- Boog & Elliot 2 - Vilda vänner mot husdjuren
- Borta bra
- Borta bäst, hemma värst
- The Brothers Bloom
- Brudens bäste man
- Burn After Reading
- Cadillac Records
- Camp Rock
- Candy Rain
- Caramel
- Changeling
- Chihuahuan från Beverly Hills
- The Children of Huang Shi
- City of Ember
- Cloverfield
- College
- The Comebacks
- Conspiracy
- Cradle Will Fall
- Crossing Over
- The Dark Knight
- Dark Floors
- Day of the Dead
- The Day the Earth Stood Still
- De ofrivilliga
- Deal
- Death Race
- Definitely, Maybe
- Den andra systern Boleyn
- Den krossade tanghästen
- Den lilla sjöjungfrun - Sagan om Ariel
- Den magiska leksaksaffären
- DeOSYNLIGA
- Der Baader Meinhof Komplex
- Detsembrikuumus
- Disaster Movie
- Disco-Daggarna
- Donkey Punch
- Doomsday
- Drillbit Taylor
- The Duchess
- Dumpad
- Död vid ankomst
- Dövmedvetande
- Eagle Eye
- Eden Lake
- Eldsdansen
- En enastående studie i mänsklig förnedring
- Ett enklare liv
- Ett UFO i New York
- The Eye
- Far Cry
- Fatso
- Felon
- Fireflies in the Garden
- Fireproof
- Fishy
- Five Dollars a Day
- Flamman och Citronen
- Flyga drake
- Fool's Gold
- The Forbidden Kingdom
- Frost/Nixon
- Frozen River
- Från olika världar
- Får jag lov - till den sista dansen?
- Get Smart
- Glasdjävulen
- Goda råd
- Gospel Hill
- Gran Torino
- Gud, lukt och henne
- Guldkalven

### H - N
- H:r Landshövding
- Hancock
- Hannah Montana & Miley Cyrus: Best of Both Worlds Concert
- The Happening
- Happy-Go-Lucky
- Harold & Kumar Escape from Guantanamo Bay
- Hell Ride
- Hellboy II: The Golden Army
- Hemlig agent
- High School Musical 3
- Himlens hjärta
- Hipsters
- Hopplös och hatad av alla
- Horton
- The Hottie and the Nottie
- The House Bunny
- I Am Because We Are
- I Hate Valentine's Day
- If All Goes Wrong
- In Bruges
- The Incredible Hulk
- Indiana Jones och Kristalldödskallens rike
- Iron Man
- Istället för Abrakadabra
- I spel och kärlek
- Jag har älskat dig så länge
- Jag vill inte leva detta livet
- JCVD
- Jiddra inte med Zohan
- Jumper
- Kandidaten
- Kautokeinoupproret
- Kung Fu Panda
- Kärlek 3000
- Köpgalna barn
- Lakeview Terrace
- Lasse-Majas detektivbyrå – Kameleontens hämnd
- Last Chance Harvey
- Les grandes personnes - De vuxna
- Leslie – killen som kommer att glänsa
- The Librarian: The Curse of the Judas Chalice
- Livet från den andra sidan
- Ljusår
- Long Distance Love
- Love
- Love Guru
- Lymelife
- Långa flacka bollar II
- Låt den rätte komma in
- Lögner
- Mad Money
- Madagaskar 2
- Maggie vaknar på balkongen
- Mamma Mia![1]
- Mamma Mu & Kråkan
- Mañana
- Mannen som älskade Yngve
- Maria Larssons eviga ögonblick
- Marker
- Marley & jag
- Martyrs
- Max Manus
- Max Payne
- Meet Bill
- Meet the Spartans
- Mellan väggarna
- Milk
- Minutemen
- Mio
- Monster Ark
- Morgan Pålsson - världsreporter
- Motstånd
- Mumien: Drakkejsarens grav
- Mumintrollens farliga midsommar
- My Mom's New Boyfriend
- The Narrows
- Nattrond
- Naturens gång
- Necrobusiness
- Never Back Down
- Nick and Norah's Infinite Playlist
- Nim och den hemliga ön
- Nordwand
- Nätterna vid havet

### O - U
- One-Eyed Monster
- Ostindiefararen – Till Kina och hem igen
- Otis
- Our Spirits Don't Speak English
- Over Her Dead Body
- Patrik 1,5
- Picture This
- Pineapple Express
- Ping-pongkingen
- Pojken i randig pyjamas
- Pokémon: Giratina och krigaren från himlen
- Ponyo på klippan vid havet
- Pride and Glory
- The Prince and the Pauper
- Prom Night
- Punisher: War Zone
- Quantum of Solace
- Quarantine
- Quid Pro Quo
- Rachel Getting Married
- Rallybrudar
- Rambo
- The Ramen Girl
- The Reader
- Religulous
- Repo! The Genetic Opera
- Resan till Jordens medelpunkt
- Resident Evil: Degeneration
- Revolutionary Road
- Reykjavik‐Rotterdam
- Righteous Kill
- The Rocker
- RocknRolla
- Role Models
- The Ruins
- Sagan om Despereaux
- Sauna
- Saw V
- The Scorpion King 2: Rise of a Warrior
- Semi-Pro
- Senior Skip Day
- Seven Pounds
- Sex and the City
- Shine a Light
- Shutter
- Skogskyrkogården
- Slavar
- Slumdog Millionaire
- Solstice
- Somers Town
- Son of Rambow
- Soraya M.
- Special Delivery
- Speed Racer
- Spiderwick
- Star Wars: The Clone Wars
- Stargate: Continuum
- Stargate: The Ark of Truth
- Step Brothers
- Step Up 2 The Streets
- Stop-Loss
- The Strangers
- Street Kings
- Sukiyaki Western Django
- Superhero Movie
- Surfer, Dude
- Swing Vote
- Synecdoche, New York
- Systrar i jeans – Andra sommaren
- Süt
- Taken
- Tomtar och troll
- Transporter 3
- Transsiberian
- Tropic Thunder
- Trädälskaren
- Tvivel
- Twilight
- U2 3D
- Ulvenatten
- Unge Freud i Gaza
- Utan spår
- Utlämnad

### V - Ö
- Valborg
- Valkyria
- Vampyrer
- Vantage Point
- Varg
- Varg Veum – Begravda hundar
- Varg Veum – Din till döden
- Varg Veum – Fallna änglar
- Varg Veum – Kvinnan i kylskåpet
- Varg Veum – Törnrosa
- Vi hade i alla fall tur med vädret – igen
- Vicky Cristina Barcelona
- W
- The Wackness
- Wall-E
- Wallace & Gromit: En strid på liv och bröd
- Waltz with Bashir
- Wanted
- Watchmen: Motion Comic
- Die Welle
- What Happens in Vegas...
- What Just Happened
- Where in the World Is Osama Bin Laden?
- Who's Nailin' Paylin?
- Wild Child
- The Wrestler
- The Yellow Handkerchief
- Yes Man
- Zack and Miri Make a Porno
- Zeitgeist: Addendum
- Zombies! Zombies! Zombies!
- Älska mig

## Händelser
| Månad     | Dag                                        | Händelse |
| Januari   | 7                                          | På grund av strejken i Writers Guild of America 2007-2008, NBC och Hollywood Foreign Press Association ställs planerna in för att hålla Golden Globe Awards 2008. Istället ska man hålla en presskonferens och meddela vinnarna där: |
| Januari   | 13                                         | Golden Globe Awards 2008 vinnare utsågs: Drama - Bästa film: Försoning - Bästa manliga huvudroll - Drama: Daniel Day-Lewis - Bästa kvinnliga huvudroll - Drama: Julie Christie Musikal eller Komedi - Bästa foto: Sweeney Todd - Bästa manliga - Musikal eller Komedi: Johnny Depp - Bästa kvinnliga huvudroll - Musikal eller Komedi: Marion Cotillard                                                                             |
| Januari   | 16                                         | BAFTA Awards 2008-nomineringarna meddelades med Försoning, 14 nomineringar följd av No Country for Old Men och There Will Be Blood, båda med 7 nomineringar. |
| Januari   | 17 - 27                                    | Sundance Film Festival 2008 introducerades med världspremiären av Martin McDonaghs In Bruges. Grand Jury och Audience Award delades ut till Frozen River och The Wackness. Festivalen slutade med världspremiären av Bernard Shakey's CSNY Déjà Vu. |
| Januari   | 22                                         | Oscarsgalan 2008-nomineringarna var No Country for Old Men och There Will Be Blood de ledande filmerna med 8 nomineringar var, följt av Försoning och Michael Clayton, båda med 7 nomineringar. Oscar-nominerad skådespelaren Heath Ledger hittas död i sitt hem i Manhattan i New York. Han blev 28 år. |
| Januari   | 23 - 3                                     | Rotterdam International Film Festival 2008 introducerades med världspremiären av Lucía Cedrón’s berättande filmdebut Lamb of God. |
| Januari   | 26                                         | Directors Guild of America Award 2008-middagen hålls i Hyatt Regency Century Plaza, Los Angeles. Regissörpriset delades ut till Joel och Ethan Coen. |
| Januari   | 27                                         | Screen Actors Guild Awards 2008-ceremonin hölls vid Shrine Exposition Center, Los Angeles. Vinnare: - Bästa rollbesättning: No Country for Old Men - Bästa manliga huvudroll: Daniel Day-Lewis - Bästa kvinnliga huvudroll: Julie Christie |
| Februari  | 7 - 17                                     | Filmfestivalen i Berlin 2008 introducerades med världspremiären av Martin Scorseses Shine A Light och visar över 350 filmer. Golden Bear-priset delades ut till The Elite Squad. Silver Bear-priset delades ut till Paul Thomas Anderson för Bästa regissör, Reza Naji för Bästa skådespelare och Sally Hawkins för Bästa skådespelerska. Festivalen avslutades med den internationella premiären av Michel Gondrys Be Kind Rewind. |
| Februari  | 8                                          | Annie Awards 2008-ceremonin hölls i UCLA:s Royce Hall, Los Angeles. Bästa animerade film-priset gick till Råttatouille. |
| Februari  | 9                                          | Writers Guild of America 2007 meddelade vinnarna i söndags. Bästa manus efter förlaga och Bästa originalmanus priserna delades ut till Joel och Ethan Coen för No Country for Old Men och Diablo Cody för Juno. |
| Februari  | 10                                         | BAFTA Awards 2008-ceremonin hölls i Royal Opera House, London. Anthony Hopkins fick ett Academy Fellowship-pris. Andra vinnare: - Bästa film: Försoning - Bästa regi: Joel och Ethan Coen - Bästa manliga huvudroll: Daniel Day-Lewis - Bästa kvinnliga huvudroll: Marion Cotillard - Bästa manliga biroll: Javier Bardem - Bästa kvinnliga biroll: Tilda Swinton - Bästa brittiska film: This Is England                           |
| Februari  | 12                                         | Medlemmarna i Writers Guild of America kom överens om ett 3-årsavtal med Alliance of Motion Picture and Television Producers och röstade för att avsluta den tre månader långa strejken i WGA 2007-2008. |
| Februari  | 23                                         | Golden Raspberry Awards 2008-ceremonin hålls i Santa Monica, Kalifornien. Värsta bild-priset delades ut till I Know Who Killed Me. Värsta skådespelare och Värsta skådespelerska-priserna gick till Eddie Murphy och Lindsey Lohan. |
| Februari  | 23                                         | Independent Spirit Awards 2007-ceremonin sändes i TV. Bästa film-priset gick till Juno. Bästa manliga huvudroll och Bästa kvinnliga huvudroll-priserna delades ut till Philip Seymour Hoffman och Ellen Page. |
| Februari  | 24                                         | Oscarsgalan 2008-ceremonin hölls i Kodak Theater, Hollywood. Vinnare: - Bästa foto: No Country for Old Men - Bästa regi: Joel och Ethan Coen - Bästa manliga huvudroll: Daniel Day-Lewis - Bästa kvinnliga huvudroll: Marion Cotillard - Bästa manliga biroll: Javier Bardem - Bästa kvinnliga biroll: Tilda Swinton |
| Mars      | 3                                          | Genie Awards 2008 |
| Mars      | 13 - 21                                    | Tiburon International Film Festival 2008 |
| April     | 4 - 13                                     | Sarasota Film Festival 2008 |
| April     | 23 - 4                                     | Tribeca Film Festival 2008 |
| April     | 24 - 8                                     | San Francisco International Film Festival 2008 |
| Maj       | ? - ?                                      | Silver Lake Film Festival 2008 |
| Maj       | 14 - 25                                    | Filmfestivalen i Cannes 2008 |
| Maj       | 22 - 15                                    | Seattle International Film Festival 2008 |
| Juni      | 1                                          | MTV Movie Awards 2008, En stor brand i Universal Studios inträffar och förstör ett flertal byggnader och åkattraktioner. |
| Juni      | 5                                          | Den amerikanska regissören Max Hardcore döms till 46 månaders fängelse för att via posten ha distribuerat obscent material över delstatsgränsen. |
| Juni      | 14 - 22                                    | Shanghai International Film Festival 2008 |
| 18 - 29   | Edinburgh International Film Festival 2008 | |
| Augusti   | 6 - 16                                     | Internationella Filmfestivalen i Locarno |
| Augusti   | 21 - 1                                     | 2008 års Festival des Films du Monde (Montréal) |
| Augusti   | 27 - 6                                     | Filmfestivalen i Venedig 2008 |
| September | 4 - 13                                     | Toronto International Film Festival 2008 |
| September | 18 - 27                                    | Filmfestivalen i San Sebastián 2008 |
| Oktober   | 1 - 12                                     | Raindance Film Festival 2008 |
| Oktober   | 15 - 30                                    | London Film Festival 2008 |
| Oktober   | 18 - 26                                    | Tokyo International Film Festival 2008 |
| November  | 18 - 28                                    | Cairo International Film Festival 2008 |
| December  | 4 - 14                                     | Mar del Plata International Film Festival 2008 |

## Avlidna
- 10 januari – Maila Nurmi, 86, finsk-amerikansk skådespelare.
- 15 januari – Brad Renfro, 25, amerikansk skådespelare.
- 19 januari – Suzanne Pleshette, 70, amerikansk skådespelare.
- 22 januari – Heath Ledger, 28, australisk skådespelare.[3]
- 27 januari – Kjell Nordenskiöld, 90, svensk skådespelare och dokumentärfilmare.
- 28 januari – Marie Takvam, 81, norsk författare och skådespelare.
- 8 februari – Eva Dahlbeck, 87, svensk skådespelare och författare.
- 10 februari – Roy Scheider, 75 , amerikansk skådespelare.
- 13 februari – Kon Ichikawa, 92, japansk regissör
- 18 februari – Alain Robbe-Grillet, 85, fransk författare och filmskapare.
- 22 februari – Rubens de Falco, 76, brasiliansk skådespelare.
- 18 mars – Anthony Minghella, 54, brittisk filmregissör och manusförfattare.[4]
- 19 mars
  - Paul Scofield, 86, brittisk skådespelare.
  - Raghuvaran, 59, indisk skådespelare.
- 24 mars – Richard Widmark, 93, amerikansk skådespelare.
- 31 mars – Jules Dassin, 96, amerikansk filmregissör.
- 2 april – Mona Seilitz, 65, svensk skådespelare och konstnär.[5]
- 5 april – Charlton Heston, 84, amerikansk skådespelare.[6]
- 14 april – Gösta Folke, 94, svensk regissör, skådespelare och teaterchef.
- 29 april
  - Ebbe Gilbe, svensk dokumentärfilmare.
  - Julie Ege, 64, norsk skådespelare, ”Bondbrud”.
- 10 maj – Jessie Jacobs, 17, australisk skådespelare och sångare.
- 13 maj – John Phillip Law, 70, amerikansk skådespelare.
- 16 maj – Clément Harari, 89, fransk skådespelare.
- 26 maj – Sydney Pollack, 73, amerikansk regissör, skådespelare.[7][8]
- 29 maj – Harvey Korman, 81, amerikansk skådespelare.
- 2 juni – Mel Ferrer, 90, amerikansk skådespelare, regissör och producent.
- 7 juni – Dino Risi, 91, italiensk filmregissör.
- 11 juni – Ruth Kasdan, 89, svensk skådespelare och sångare.
- 15 juni – Stan Winston, 62, amerikansk specialeffektstekniker för film.
- 17 juni – Cyd Charisse, 87, amerikansk skådespelare och dansare.
- 18 juni – Jean Delannoy, 100, fransk filmregissör, världens äldste regissör.
- 22 juni
  - Dody Goodman, 93, amerikansk komiker och skådespelare.
  - George Carlin, 71, amerikansk komiker, författare och skådespelare.
  - Klaus Michael Grüber, 67, tysk regissör och skådespelare.
- 28 juni – Stig Olin, 87, svensk skådespelare, regissör, låtskrivare.
- 29 juni – Don S. Davis, 65, amerikansk skådespelare.
- 2 juli – Elizabeth Spriggs, 78, brittisk skådespelare.
- 3 juli – Clive Hornby, 63, brittisk skådespelare.
- 4 juli
  - Evelyn Keyes, 91, amerikansk skådespelare.
  - Agneta Prytz, 91, svensk skådespelare.
- 22 juli – Estelle Getty, 84, amerikansk skådespelare.
- 3 augusti – Lissi Alandh, 77, svensk skådespelare, sångerska och revyartist.
- 9 augusti – Bernie Mac, 50, amerikansk skådespelare och komiker.
- 10 augusti – Isaac Hayes, 65, amerikansk skådespelare och kompositör.
- 26 september – Paul Newman, 83, amerikansk skådespelare och regissör.
- 28 november – John Harryson, 82, svensk skådespelare.
- 8 december – Robert Prosky, 77, amerikansk skådespelare.
- 25 december – Eartha Kitt, 81, amerikansk skådespelerska och sångerska.
- 26 december – Gösta Krantz, 83, svensk skådespelare.

### Fotnoter
1. ↑  IMDB, läst 1 mars 2012
2. ↑  Jury Finds Max Hardcore Guilty On All Counts in Obscenity Trial Arkiverad 14 april 2010 hämtat från the Wayback Machine.
3. ↑  Heath Ledger funnen död Arkiverad 26 oktober 2007 hämtat från the Wayback Machine., Clas Svahn, Dagens Nyheter på Internet, publicerad 22 januari 2008. Läst 22 januari 2008.
4. ↑  
Anthony Minghella död Arkiverad 19 februari 2012 hämtat från the Wayback Machine., Dagens Nyheter på Internet, publicerad 18 mars 2008. Läst 4 maj 2008.
5. ↑  Mona Seilitz död, Svenska Dagbladet på Internet, publicerad 2 april 2008. Läst 4 maj 2008.
6. ↑  Skådespelaren Charlton Heston död, Dagens Nyheter på Internet, publicerad 6 april 2008. Läst 4 maj 2008.
7. ↑  En legendar har lämnat scenen, Svenska Dagbladet på Internet. Publicerad 28 maj 2008, läst 22 juni 2008.
8. ↑  Sydney Pollack död i cancer Arkiverad 21 juni 2006 hämtat från the Wayback Machine., Göteborgsposten på Internet. Publicerad 28 maj 2008, läst 22 juni 2008.